# Marsdenia guaranitica
Marsdenia guaranitica là một loài thực vật có hoa trong họ La bố ma. Loài này được Malme mô tả khoa học đầu tiên năm 1901.